# Cerasus alaica
Cerasus alaica là loài thực vật có hoa trong họ Hoa hồng. Loài này được Pojark. mô tả khoa học đầu tiên.